# Ulotrichopus trisa
Ulotrichopus trisa es una polilla de la familia Noctuidae. Se encuentra en India.

## Referencia s
1. ↑  Kühne, Lars, 2005: Esperiana Buchreihe zur Entomologie Memoir 2: 1-220